# Stadio Giorgio Caselli
Lo stadio Giorgio Caselli è uno stadio situato a Reggio Emilia. Ospita le gare interne del Reggio Baseball.

## Storia
Venne costruito dal 1985 ed inaugurato nel 1986, in vista dei mondiali di baseball del 1988, quando esso fu sede di cinque incontri. Se inizialmente era noto come Comunale, sei anni dopo venne intitolato a Giorgio Caselli, dirigente della società reggiana. Nel 2009 ha ospitato alcune partite del Mondiale di baseball.